# Tomopagurus cubensis
Tomopagurus cubensis är en kräftdjursart som först beskrevs av Ed F. Wass 1963.  Tomopagurus cubensis ingår i släktet Tomopagurus och familjen eremitkräftor. Inga underarter finns listade i Catalogue of Life.